# Karl Erik Ekman
Karl Erik Ekman, född 25 april 1917 i Brännkyrka församling i Stockholm, död 22 april 2015 i Forshaga-Munkfors församling i Värmlands län, var en svensk friidrottare (stående längdhopp). Han tävlade för klubbarna Forshaga IF, Västerås SK och Kronobergs IK. Han vann SM i stående längdhopp 1941–1945 samt 1948.